# Назареи (секта, I век)

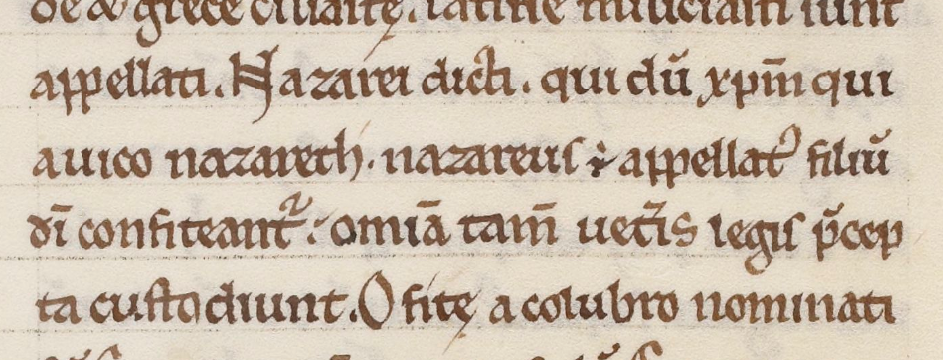
Исидор Севильский в книге «Этимологии» о назореях. Рукопись XIII века. Национальная библиотека Франции

Назо́реи или наза́реи (др.-греч. ναζωραῖος от Назарет (др.-греч. Ναζαρὲθ); лат. nazoræi) — название первых иудействующих христиан; иудеи, принявшие христианство, признавшие Христа Мессией, допускавшие Его сверхъестественное рождение, распятие, воскресение и вознесение, но также считавшие необходимым соблюдение Моисеева закона. Существовали до V века; к концу V века исчезли, частично поглощённые христианами и частично иудеями.
Христианская церковь долгое время не считала назореев еретиками и относилась к ним снисходительно. Епифаний Кипрский в «Панарионе» описал назореев как 29-ю в числе 80 ересей. Позднее, Августин в книге «De Haeresibus ad Quodvultdeum Liber Unus» («Ереси, попущением Бога, в одной книге») и Иоанн Дамаскин в книге «О ста ересях вкратце», использовавшие сочинение Епифания, писали о назореях как о еретиках; у первого автора это 9-я ересь, у второго автора это 29-я ересь.
Епифаний объясняет происхождение назореев. Первые последователи Христа, как пишет Епифаний, не назывались христианами, они назывались «иессеи». Это название от имени отца Давида — Иессея, поскольку Христос происходит от рода Давида. Иессеи назывались по-другому «назореи», так как Иисус Христос прожил бо́льшую часть своей жизни в городе Назарете. В дальнейшем, в Антиохии иессеи стали называться христианами (Деян. 11:26), название «христиане» распространилось на всех последователей учения Христа. Иудеи же верующие в Христа как в Бога и Спасителя, но соблюдающие закон Моисея, стали называться «назореи» (др.-греч. ναζωραῖος). Их не следует путать с иудеями, принявшими обет и носящими название «назареи» (др.-греч. νασσαριαῖοι).